# Lista över ointroducerade adelsätter i Sverige
Detta är en alfabetisk lista över dels ointroducerade svenska adelsätter, dels ätter med utländskt adelskap bosatta i Sverige med svenskt medborgarskap. Listan är inte en fullständig förteckning.   

## Furstliga ätter
- Bernadotte
- Cantacuzino

## Hertigliga ätter
- d’Otrante

## Markgrevliga ätter
- Joussineau de Tourdonnet
- Lagergren

## Grevliga ätter
- Bernadotte af Wisborg
- Crapon de Caprona
- Fouché d'Otrante
- von der Groeben
- von Hallwyl
- Joussineau de Tourdonnet
- Lagergren
- Landberg
- Moltke
- Moltke-Hvitfeldt
- de Paus
- von Platen zu Hallermund
- Révay
- Reventlow
- Tolstoy
- von (af) Trampe

## Vicegrevliga ätter
- d'Avignon

## Friherrliga ätter
- von Bonsdorff
- von Buxhoeveden
- Cronstedt
- von Mecklenburg
- von der Pahlen
- de Wendel

## Adliga ätter
- von Ahlefeld
- von Arnold
- von Baumgarten
- von Bonsdorff
- Bratt från Brattfors
- von Corswant
- von Delwig
- von Eckermann
- Ekestubbe
- von der Esch
- von Euler-Chelpin
- Falkenskiold
- von Feilitzen
- von Friesen
- von Gaffron und Oberstradam
- von Gerber
- Granath
- von der Groeben
- von Heideken
- Heymowski
- von Horn
- von Kieseritzky
- von Knorring
- von Kothen
- von Koenigsegg
- von Krassow
- Lahovary
- von der Lancken
- Lavonius
- (von) Löwenadler
- von Mecklenburg
- Murray
- Oker-Blom
- Osváth (de Thorna)
- Ouchterlony
- Patek
- von Platen
- von Rehbinder
- von Rettig
- de Ron
- von Rothstein
- von Schoultz (från Finland)
- von Schoultz (från Livland)
- von Schreeb
- von Schultz
- Seaton
- von Segebaden
- Segerstråle
- Skancke
- Treschow
- von Zweigbergk